# Полпенаце дел Гарда
Полпена̀це дел Га̀рда (на италиански: Polpenazze del Garda, на източноломбардски: Polpenàse, Полпенасе, до 1967 г. само Polpenazze, Полпенаце) е малко градче и община в Северна Италия, провинция Бреша, регион Ломбардия. Разположено е на 204 m надморска височина. Населението на общината е 2612 души (към 2013 г.).